# St. Margaretha (Wall)

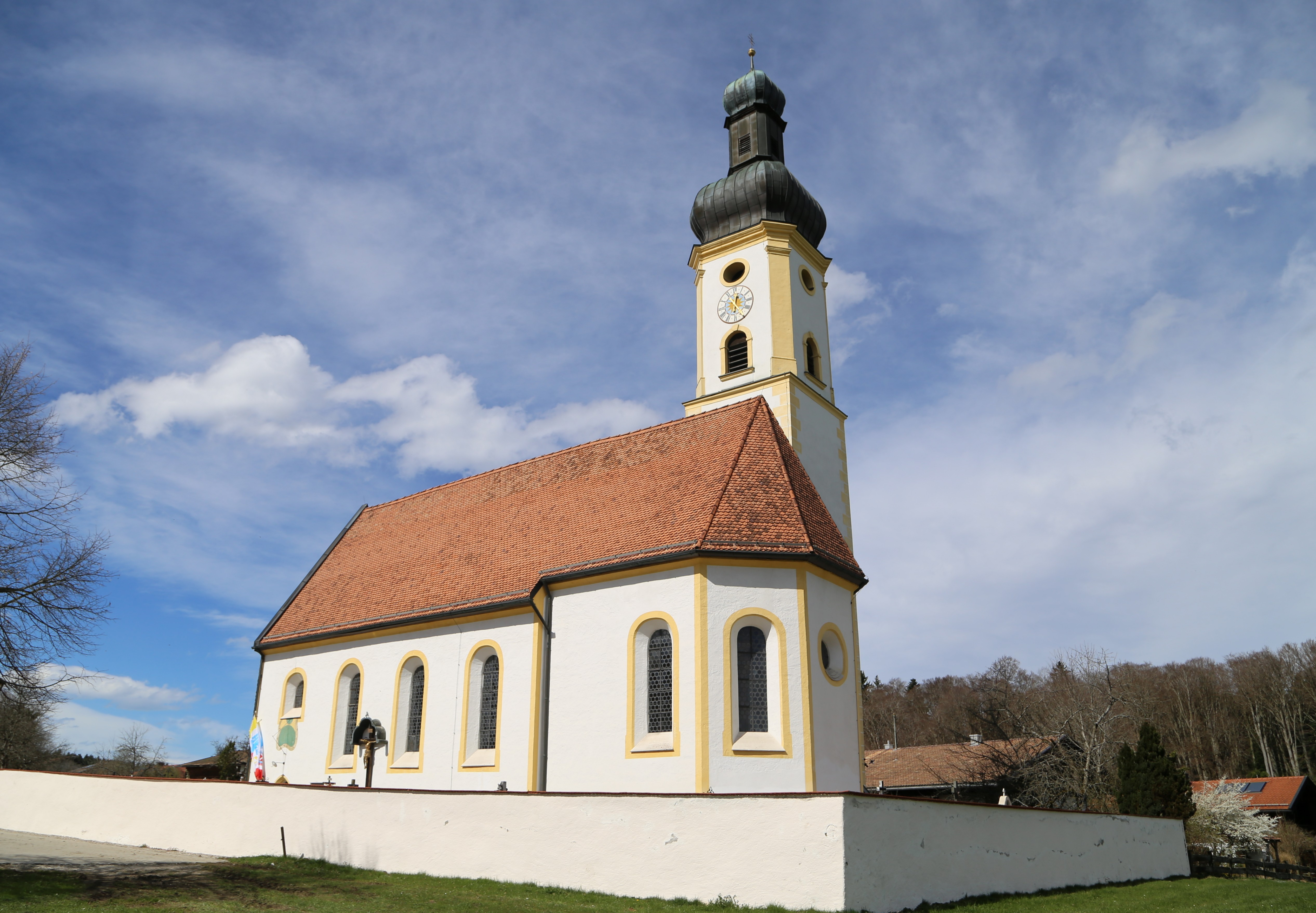
St. Margaretha in Wall

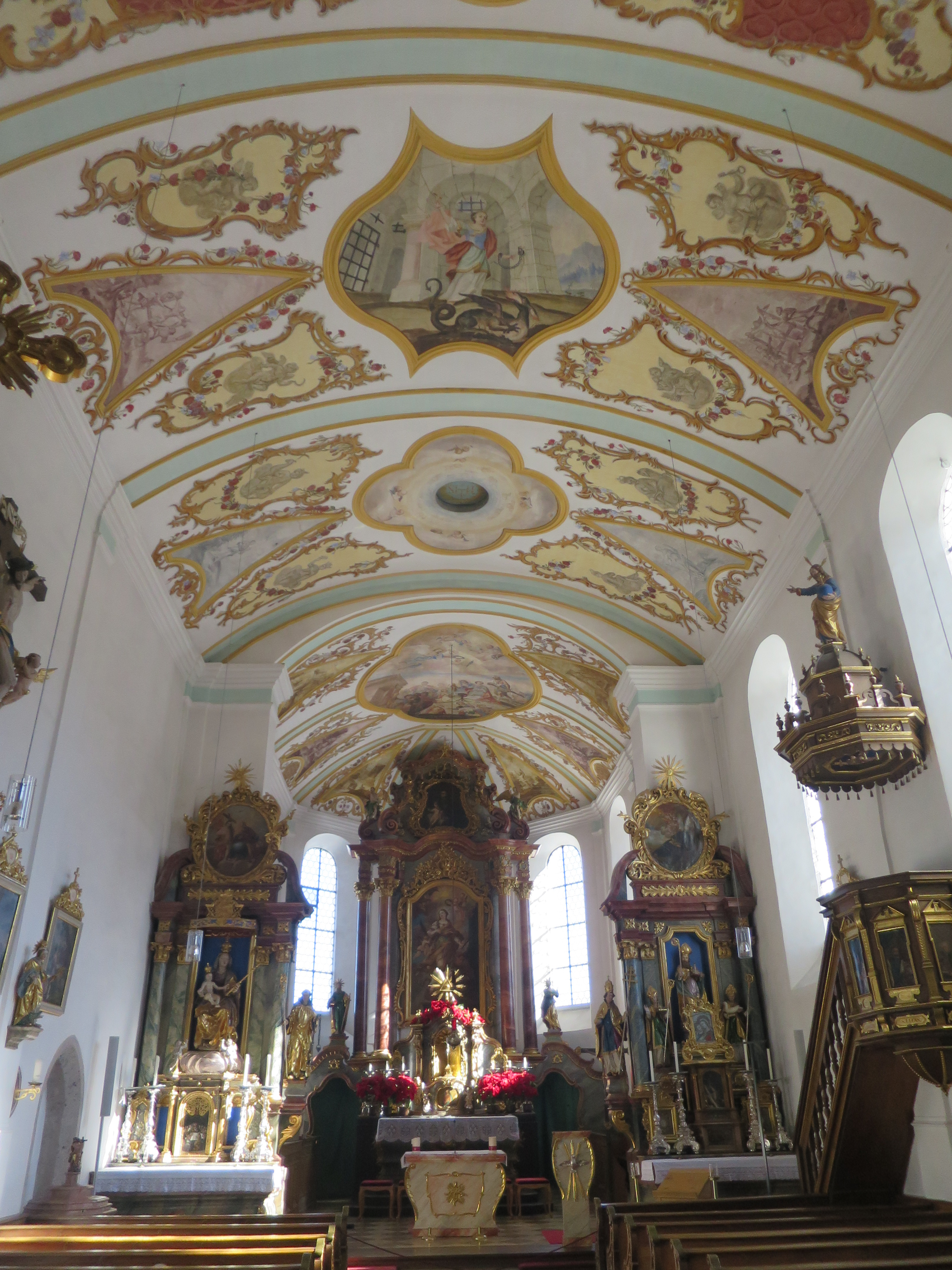
Innenraum mit Altären

Die römisch-katholische Pfarrkirche St. Margaretha steht in Wall, einem Gemeindeteil von Warngau im oberbayerischen Landkreis Miesbach. Sie ist in der Liste der Baudenkmäler in Warngau unter der Nr. D-1-82-136-88 eingetragen. Die Kirche gehört zum Dekanat Miesbach im Erzbistum München und Freising.

## Beschreibung
Die spätgotische Saalkirche wurde am Anfang des 16. Jahrhunderts errichtet und 1755 barock ausgebaut. Sie besteht aus dem Langhaus zu vier Jochen, dem eingezogenen, dreiseitig geschlossenen Chor im Osten und dem Chorflankenturm auf quadratischem Grundriss an der Nordwand des Chors. Ihm wurde 1731 ein Geschoss aufgesetzt, das die Turmuhr und den Glockenstuhl mit vier Kirchenglocken enthält, und mit einer Zwiebelhaube bedeckt, auf der eine Laterne sitzt. 
Die Deckenmalerei im Innenraum entstand 1755. Sie stellt Legenden der Margareta von Antiochia dar. Auf dem Altarretabel des Hochaltars ist sie ebenfalls dargestellt. Die Orgel wurde 2004 von Thomas Jann errichtet.